# Mésaque Djú
Mésaque Djú, de son nom complet Mésaque Geremias Djú, est un footballeur portugais né le 18 mars 1999 à Bissau. Il évolue au poste d'ailier droit.

## Biographie

### En club
Avec le Benfica Lisbonne, il est notamment finaliste de l'UEFA Youth League en 2017,.
Il joue actuellement avec l'équipe réserve de West Ham,.

### En sélection
Avec les moins de 16 ans, il est l'auteur d'un doublé lors d'un match amical contre la Russie en mars 2015.
Avec les moins de 17 ans, il est l'auteur d'un doublé contre la Croatie en mars 2016, lors des éliminatoires de l'Euro des moins de 17 ans. Il participe ensuite quelques semaines plus tard à la phase finale du championne d'Europe des moins de 17 ans organisé en Azerbaïdjan. Lors de cette compétition, il joue six matchs. Il s'illustre lors du quart de finale contre l'Autriche, en inscrivant un but et en délivrant une passe décisive. Le Portugal remporte le tournoi en battant l'Espagne en finale après une séance de tirs au but.
Avec les moins de 19 ans, il participe à deux reprises au championnat d'Europe des moins de 19 ans, en 2017 puis en 2018. Lors de l'édition 2017, il joue cinq matchs, inscrivant un but contre la Tchéquie lors du premier tour. Le Portugal s'incline en finale face à l'Angleterre. Lors de l'édition 2018, il prend part à quatre matchs, inscrivant un but en phase de groupe contre la Finlande. Le Portugal remporte cette fois-ci le tournoi en battant l'Italie en finale après prolongation.
Avec les moins de 20 ans, il est l'auteur d'un doublé lors d'un match amical contre l'Italie en octobre 2017.

## Palmarès
Avec le Benfica Lisbonne :
- Finaliste de l'UEFA Youth League en 2017

Avec le Portugal :
- Vainqueur du championnat d'Europe des moins de 17 ans en 2016 avec l'équipe du Portugal des moins de 17 ans
- Vainqueur du championnat d'Europe des moins de 19 ans en 2018 avec l'équipe du Portugal des moins de 19 ans
- Finaliste du championnat d'Europe des moins de 19 ans en 2017 avec l'équipe du Portugal des moins de 19 ans